# Pyrgulopsis ozarkensis
Pyrgulopsis ozarkensis är en snäckart som beskrevs av Hinkley 1915. Pyrgulopsis ozarkensis ingår i släktet Pyrgulopsis och familjen tusensnäckor. Inga underarter finns listade i Catalogue of Life.